# Charlie Bushnell
Charlie Bushnell (Los Angeles, 16 de junho de 2004) é um ator e dublador americano. Ele é mais conhecido por estar no elenco de In the Know e Diário de uma Futura Presidente. Em 2022, o ator foi escalado como Luke na série da Disney+, Percy Jackson and the Olympians, baseado na série homônima de livros de Rick Riordan. Ele é filho do músico Paul Bushnell.

## Carreira
Sua paixão pela arte começou aos 10 anos,  quando ganhou uma câmera e começou a fazer pequenos filmes com amigos. Mas foi apenas em 2017, após a perda de seu cachorro e uma maratona da série Stranger Things, que decidiu seguir a carreira de ator.
No começo, ele se autodesenvolveu, memorizando monólogos todos os dias e se filmando. Depois, participou de peças do ensino fundamental e médio e, por fim, começou a ter aulas de atuação na Academia Ruskin, em Santa Monica, e também estudou no John Rosenfeld Studios, entre outros.
Sua estreia veio com curtas-metragens como Je Suis Ici (2018) e Wetworks (2020), mas foi com o papel de Bobby Cañero-Reed na série Diário de uma Futura Presidente (2020) que ganhou destaque. Em 2022, foi escalado como Luke Castellan na aguardada série Percy Jackson and the Olympians, da Disney+, consolidando sua presença entre os jovens talentos promissores de Hollywood. Em 2024, emprestou sua voz ao personagem Chase na série animada In the Know, oque deu início a sua carreira como dublador.

## Vida pessoal
Charlie, é natural de Los Angeles, e seu pai Paul Bushnell é músico e viaja pelo mundo, já seu tio é ator de TV e cinema. Ele também é filho de Nicole Bushnell e possui mais dois irmãos.

## Filmografia

### Filmes
| Ano  | Título      | Papel                          | Notas          |
| ---- | ----------- | ------------------------------ | -------------- |
| 2018 | Je Suis Ici | Austin (com um nome diferente) | curta-metragem |
| 2020 | Wetworks    | Hicks                          | curta-metragem |

### Televisão
| Ano  | Título                          | Papel             | Notas |
| ---- | ------------------------------- | ----------------- | ----- |
| 2020 | Diário de uma Futura Presidente | Bobby Cañero-Reed |       |
| 2022 | Percy Jackson and the Olympians | Luke Castellan    |       |
| 2024 | In The Know                     | Chase             | Voz   |